# Jedna z milionu
Jedna z milionu je česká komedie, natočená v roce 1935 v režii Vladimíra Slavínského na námět Emila Artura Longena. 

## Tvůrci
- Námět: Emil Artur Longen
- Scénář: Vladimír Slavínský, Emil Artur Longen, Julius Schmitt
- Kamera: Jan Stallich
- Režie: Vladimír Slavínský
- Hudba: Jára Beneš
- Stavby: Štěpán Kopecký
- Zvuk: Josef Zora
- Text písně: Jarka Mottl, Karel Melíšek, Karel Tobis
- Další údaje: černobílý,  107 minut, komedie
- Výroba: Julius Schmitt a ELEKTA FILM
- Premiéra: 22.2.1935
- Ateliéry Barrandov
- Exteriéry: Krkonoše

## Postavy
| Antonie Nedošinská   | Emilie Nezmarová                            |
| Theodor Pištěk       | továrník Martin Rezeda                      |
| Hana Vítová          | Věra Kalinová, neteř továrníka Rezedy       |
| Jiří Plachý          | JUDr. Miroslav Zeman, advokát               |
| Ladislav Pešek       | kritik Leo Bonásek, bratranec Věry Kalinové |
| Věra Ferbasová       | Stáňa, Bonáskova sestra                     |
| Blanka Waleská       | redaktorka Klimešová                        |
| František Kreuzmann  | harmonikář Jarda Vyskočil                   |
| Jaroslav Marvan      | policejní inspektor                         |
| František Černý      | Jindra, Rezedův přítel                      |
| Božena Svobodová     | šéfredaktorka Malá                          |
| František Filipovský | povaleč Lojza ve vězení                     |
| Jan W. Speerger      | povaleč ve vězení                           |
| R. A. Dvorský        | hudebník                                    |
| Jára Beneš           | pianista                                    |
| Karel Postranecký    | profesor-psychiatr                          |
| Alois Dvorský        | kočebr                                      |
| Josef Waltner        | opilec                                      |

## Děj
Emilii Nezmarové zemřel manžel. Byl dlouho nemocný a léčba stále plno peněz, takže se manželé zadlužili. Jejich činžovní dům, ke kterému se v životě dopracovali,  byl prodán v dražbě. Nájemníci se loučí s paní domácí a ona končí na ulici. 
V rodině továrníka Martina Rezedy je vychovávána jeho mladá neteř, Věra Kalinová. Rezeda je jejím poručníkem. Věra je zamilována do Rezedova advokáta JUDr. Miroslava Zemana. Věra spolupracuje s časopisem Nová žena, který otiskl její článek s názvem Ubohá, co si teď počne? o osudu Emilie Nezmarové, o níž se doslechla od jejích bývalých nájemníků, aniž by ji však osobně znala. Také poslala do literární soutěže v tomto časopise svůj nový román Jedna z milionu, o úspěšné ženě, která se sama vypracovala z chudé prodavačky na majitelku velkého obchodního domu. Pro tento román byl vzorem pro hlavní postavu její strýček, který se stal svou pílí a prací z pekařského dělníka úspěšným továrníkem a majitelem několika domů. Věra nečekaně soutěž v časopise vyhrála a bylo jí nabídnuto místo sociální referentky v časopise.
Emilie Nezmarová se protlouká životem, zabývá se podomním prodejem po restauracích, avšak je udána konkurencí a zatčena. Dostane výstrahu s tím, že povolení k prodeji nemá a nedostane a příště půjde do vězení.
Věra chce svoji budoucí práci v časopise dělat co nejlépe a rozhodne se na vlastní kůži nejdříve nabýt životních zkušeností. Doma řekne, že odjíždí na hory. Oblékne se však za chudou a jde do zprostředkovatelny práce s vypůjčenou legitimací na jméno Anna Emilie Prokopová ze Šlapanic, zkusit najít si nějaké místo. Zde náhodou potká paní (až mnohem později zjistí, že to je Emilie Nezmarová), která zde hledá místo hospodyně nebo kuchařky v nějaké rodině, kde mají hodně dětí, aby nebyla sama. Věra se jí představí a řekne, že nemá rodiče a bydlí po ubytovnách. Nezmarová, která se v životě vždy chtěla o někoho starat, jí řekne, že je její kmotřenkou ze Šlapanic a vezme ji k sobě na byt. Nechá ji starat se o domácnost. Anička-Věra jí musí říkat tetičko. Nezmarová ji jednou ukáže článek v „Nové ženě“, který o ní kdysi Věra napsala, a také jí řekne, že i román „Jedna z milionu“ je o ní. Anička se neprozradí. Nezmarová se o Aničku stará jako by byla její vlastní dcerou, koupí jí kabát a boty. Pomáhá Nezmarové s pouličním prodejem – Nezmarová prodává banány a Anička hlídá, jestli nejdou strážníci. Nezmarová slíbila Aničce, že jí časem zařídí vlastní malý ovocnářský krámek.
Kritik Leo „Lev“ Bonásek, bratranec Věry, který byl překvapen vítězstvím Věry v soutěži o nejlepší román, přičemž sám nikdy nic nenapsal, se také rozhodne poznat život a stane se načas pomocným stavebním dělníkem a pouličním zpěvákem. Chce načerpat motivy pro svoji vlastní budoucí literární tvorbu.
Bonáskova sestra Stáňa, přítelkyně Věry, zasílá pravidelně jménem Věry domů pohlednice z hor s "pozdravy z Adolfovy boudy".
Rezeda s JUDr. Zemanem se rozhodnou vydat do hor navštívit Věru a zjistí od přítomné Bonáskovy sestry Stáni, jak to ve skutečnosti je.
Paní Nezmarová s Aničkou mají smůlu, při nepovoleném prodeji je chytí strážník, odvede je na policejní komisařství a jdou na den do vězení.  Když se to Leo dozví, chce se dostat za Věrou. Když ho nechtějí dovnitř pustit, napadne náhodného kolemjdoucího, aby byl zatčen. Kolemjdoucí je boxer Karel Holý, který mu udělá monokl na oku. Leo je pak zatčen a okusí noc ve vězení.
Rezeda mezitím vypsal odměnu 5000 Kč za nalezení neteře. Když to zjistí na komisařství, že Věra je u nich zavřená, tak ji pošlou domů.
Strýček má radost, že se vrátila. Ona vysvětlí, že chtěla nabýt nejdříve životních zkušeností a hledala námět pro svůj příští román. Ten se bude jmenovat  Cesta za maminkou.  
Inspektor řekne Nezmarové, že Anička odešla za strýcem. Ta si myslí, že je opět opuštěná, ale Věra pro ní přijde a vezme ji k Rezedovi. Vypráví mu, jak se o ni dobře starala, téměř jako maminka a uprosí strýčka, aby ji ubytoval. Ta však nechce zůstat, protože by se neměla o koho starat. Věra ji požádá, aby se starala o strýčka, který je revmatik a neposlušný pacient. Nezmarová to s radostí přijme. Vaří mu dietu, nutí ho cvičit a chodit na masáže.  Pro Rezedu je to však přílišná změna života a chce se jí zbavit. Přítel Jindra mu poradí, aby hrál blázna, že Nezmarová uteče. Továrník se vžije do role blázna, vydává se za Napoleona, rozbíjí nábytek a podobně. Nezmarová však neuteče, protože jak sama říká, nemůže opustit člověka v neštěstí. Polévá jej tedy alespoň ledovou vodou. Když to řekne Rezeda Jindrovi, ten mu odpoví, že takové ženě by měl ruce líbat, když se o něj tak stará.
Nezmarová mezitím udobří Věru s JUDr. Zemanem, který se na ni zlobil, když mu zamlčela,  že ve skutečnosti nejela na hory, ale hledala inspiraci pro nový román.
Leo napíše na základě načerpaných zkušeností několik povídek a donese je redaktorce Klimešové, do které byl již delší dobu zamilován.
Továrník Rezeda si nakonec přizná, že se paní Nezmarová o něj dobře stará a ona mu odpustí, že hrál blázna. 
JUDr.Zeman požádá továrníka o ruku Věry. Ten řekne, že má také promluvit s paní Nezmarovou. JUDr. Zeman ji požádá, aby zůstala věrně po boku Věry a jich všech a s nimi, neboť Věra k ní přilnula jako k vlastní mamince.